# Consejo de Obras Públicas
El Consejo de Obras Públicas (COP) es el órgano colegiado superior, de carácter técnico, asesor y consultivo, de los ministerios de Transportes y Movilidad Sostenible y para la Transición Ecológica y el Reto Demográfico en materia de obras públicas relacionadas con la construcción, explotación, gestión y conservación de sus infraestructuras, el dominio público vial, hidráulico y marítimo-terrestre, la vivienda y el urbanismo, los transportes terrestres y el medio ambiente. El COP está adscrito orgánicamente al Ministerio de Transportes, a través de la Subsecretaría, sin perjuicio de su dependencia funcional de éste y del Ministerio para la Transición Ecológica y el Reto Demográfico, en la esfera de sus respectivas competencias.
El Consejo de Obras Públicas ejerce su función asesora y consultiva mediante la emisión de dictámenes en aquellos asuntos en que sea requerido por los órganos superiores y directivos de ambos Departamentos, sobre materias propias de la competencia de los mismos; así como desarrollar, además de la función asesora y consultiva, cuantas actividades se refieran a relaciones con organismos y entidades de Derecho público o privado, nacionales o extranjeras, para la organización, asistencia y colaboración respecto de cualesquiera clase de seminarios y congresos, así como participar en la realización de estudios y toda clase de formación en general, todo ello relacionado con el ámbito de sus competencias materiales.

## Historia

### Antecedentes
La Junta Consultiva de la Dirección General de Caminos, Canales y Puertos, creada por Orden de 14 de abril de 1836, constituye el antecedente histórico del COP. Dicha Junta asumió, de acuerdo con la citada disposición, las funciones consultivas e inspectoras de la  mencionada dirección general. Durante todo el siglo XIX hubo reformas en su Reglamento, hasta que, por Real Decreto de 9 de agosto de 1900, se suprimió la Junta Consultiva y fue creado el Consejo de Obras Públicas, fijando la composición y atribuciones del organismo y aprobando el reglamento por el cual habrá de regirse'.
Una modificación normativa de gran interés para el Consejo se produce a través del Real Decreto de 2 de noviembre de 1906, por el que se crean «con caracteres de permanencia y de subdivisión de servicios, las Inspecciones generales de carreteras y caminos vecinales, de ferrocarriles, de obras hidráulicas y de puertos y servicios marítimos», con lo que se dividían y separaban las funciones consultivas e inspectoras.
El Decreto de 9 de febrero de 1933 decidió la disolución del Consejo de Obras Públicas, al ser sustituido por los Consejos especializados de Obras Hidráulicas, de Carreteras, de Puertos y de Ferrocarriles. Pero, casi inmediatamente, por Decreto de 30 de septiembre de 1933, «se crea una Junta Superior Consultiva de Obras Públicas» que «emitirá dictamen en los asuntos que afecten a dos o más servicios del ramo».

### Historia reciente
En fechas posteriores se fueron aprobando diversos reglamentos que rigieron el funcionamiento del Consejo, siendo el más trascendente el que unificó a éste con el Consejo Superior de la Vivienda mediante el Real Decreto 2829/1978, de 10 de noviembre. Los sucesivos cambios en la organización departamental en el período comprendido entre 1985 y el momento presente, produjeron la sucesiva adscripción del Consejo a los Ministerios de Obras Públicas y Transportes (1991), Obras Públicas, Transportes y Medio Ambiente (1993) y últimamente, al Ministerio de Fomento (1996).
El Real Decreto 758/1996, que crea los ministerios de Fomento y de Medio Ambiente; y la Ley 6/1997 de Organización y Funcionamiento de la Administración General del Estado influyeron de forma determinante en el Consejo de Obras Públicas, exigiendo su reorganización.
El mencionado Real Decreto de 1996, al crear, como se ha dicho, los ministerios de Fomento y de Medio Ambiente, repartió las funciones atribuidas al Consejo de Obras Públicas y Urbanismo entre ambos departamentos ministeriales. Por otra parte, el Real Decreto 1886/1996 adscribe orgánicamente el Consejo al Ministerio de Fomento, a través de su Subsecretaría, sin perjuicio de su dependencia funcional también del Ministerio de Medio Ambiente en la esfera de sus respectivas competencias (situación que se mantiene en la actualidad, tras las diversas reestructuraciones ministeriales).
La Ley 6/1997 desarrolló, los principios recogidos en la Constitución de 1978, en los aspectos generales de la organización y el funcionamiento de la Administración General del Estado y, en particular, su Capítulo IV está dedicado a los órganos colegiados, como es el caso del Consejo, y estableció, en sus disposiciones transitorias, la obligación de la adaptación de los organismos de la Administración General del Estado a sus prescripciones.
Por todo ello, hubo que adecuar el reglamento del Consejo de Obras Públicas y Urbanismo a las anteriormente citadas disposiciones legales, lo que se materializó con la aprobación de un nuevo reglamento, por Orden del ministro de la Presidencia, de 30 de septiembre de 1999, que modifica ligeramente el título para recuperar su denominación tradicional.

## Estructura orgánica
El Consejo de Obras Públicas (COP) se estructura mediante un Presidente, un Secretario General, el Pleno, y las Secciones:

### Presidente
El Presidente es el encargado de presidir y convocar el Pleno así como asignar trabajos a las secciones y dictar todas aquellas normas que se requieran para el buen funcionamiento del Consejo. El Presidente de Sección de más antiguo nombramiento sustituirá al Presidente en los supuestos de vacante, ausencia o enfermedad, con las mismas facultades y obligaciones de aquel. Asimismo, colaborará en el ejercicio de las funciones que incumben al Presidente y realizará las misiones que especialmente éste le encomiende.
El nombramiento y separación del Presidente se efectúa por Orden del Ministro del Ministerio de Transportes, Movilidad y Agenda Urbana, previa conformidad del Ministro del  Ministerio para la Transición Ecológica y el Reto Demográfico, entre funcionarios en activo de Cuerpos de la Administración General del Estado para cuyo ingreso se exija la titulación universitaria superior, con un mínimo de veinte años de servicios en el Cuerpo de que se trate.

### Secretario General
El Secretario general es libremente nombrado y separado por el subsecretario de Fomento, previa conformidad del subsecretario para la Transición Ecológica, a propuesta del Presidente del Consejo, de entre los Consejeros que formen parte del mismo. Por esto, el Secretario general también es conocido como Consejero-Secretario General. El secretario general se encarga de coordinar los trabajos del Consejo así como el control y tramitación de toda la información. Se encarga asimismo de realizar el proyecto de presupuestos y gestionar los recursos humanos.

### Pleno
El Pleno está integrado por la totalidad de los consejeros, y debe dictaminar sobre los siguientes asuntos:
- En los asuntos que hayan de ser informados por el Consejo de Estado.
- En materias que, siendo normalmente competencia de las Secciones acuerde el Presidente del Consejo someterlas a Pleno, bien por propia iniciativa o por solicitarlo así bien los titulares de los órganos superiores de cualquiera de los dos Ministerios de Fomento o para la Transición Ecológica, bien cualquiera de los Presidentes de Sección.
- En las mociones, estudios o propuestas que se estime oportuno elevar a los ministros competentes en orden a un mejor desarrollo de las actuaciones de ambos Departamentos.

### Secciones
Las Secciones son la forma de trabajo más común del Pleno. Se componen de un número reducido de consejeros que se encargan de dictaminar sobre todos los asuntos de su especialidad que no sean de la competencia del Pleno, pudiendo previamente estudiarse en Sección las Ponencias que cada una vaya a remitir al Pleno, si así lo acuerda el Presidente de la Sección competente. Cada sección posee un presidente que preside y convoca la Sección, coordina los trabajos y nombra a los ponentes.
Actualmente existen tres secciones:
1. Sección de Asuntos Generales, que conocerá de los aspectos técnicos y económicos que se refieran a la contratación pública, reclamaciones de indemnizaciones contra la Administración, caducidad y revocación de concesiones y autorizaciones, expedientes sancionadores y cuestiones suscitadas por medio de recursos administrativos y, en especial, recursos extraordinarios de revisión, tanto respecto a materias del Ministerio de Fomento como de Transición Ecológica.
2. Sección Técnica de Fomento, que conocerá de las cuestiones concretas de contenido eminentemente técnico y económico, en que sea consultado por los centros directivos del Ministerio de Fomento.
3. Sección Técnica de Medio Ambiente, que conocerá de las cuestiones concretas de contenido eminentemente técnico y económico, en que sea consultado por los Centros directivos del Ministerio para la Transición Ecológica.

## Composición
El número de Consejeros que pueden ser nombrados ha de ser como mínimo de diez y como máximo de trece y son nombrados por Orden del ministro de Fomento, de entre funcionarios en activo, con una antigüedad mínima de quince años en Cuerpos y Escalas de la Administración General del Estado para cuyo ingreso se exija titulación universitaria superior, con arreglo a las normas en cada momento vigentes sobre provisión de puestos de trabajo por los funcionarios públicos.

### Composición actual
Actualmente está compuesta por 10 consejeros:
| Composición del Consejo de Obras Públicas                                                                              | Composición del Consejo de Obras Públicas                                                                     | Composición del Consejo de Obras Públicas                                                                | Composición del Consejo de Obras Públicas | Composición del Consejo de Obras Públicas | Composición del Consejo de Obras Públicas | Composición del Consejo de Obras Públicas | Composición del Consejo de Obras Públicas |
| Presidencia | Presidencia                                                                                                   | Secretaría general                                                                                       |                                           |                                           |                                           |                                           |                                           |
| --- | --- | --- | ----------------------------------------- | ----------------------------------------- | ----------------------------------------- | ----------------------------------------- | ----------------------------------------- |
| José Miguel Majadas García                                                                                             | José Miguel Majadas García                                                                                    | Ester Fernández García-Obledo                                                                            |                                           |                                           |                                           |                                           |                                           |
| Consejeros/por Sección                                                                                                 | | |                                           |                                           |                                           |                                           |                                           |
| Asuntos Generales | Técnica de Fomento                                                                                            | Técnica de Medio Ambiente                                                                                |                                           |                                           |                                           |                                           |                                           |
| Presidente de sección - Manuel Cabrera Alonso Consejeros - Ester Fernández García-Obledo - Juan Alberto García Serrano | Presidente de sección - Antonio Bonilla Iniesta Consejeros - Vicente Renau Tormo - Pablo Lucio Pérez Senderos | Presidente de sección - Ángel Juanco García Consejeros - Jorge Mora de Sambricio - Alberto Benítez Navío |                                           |                                           |                                           |                                           |                                           |
| Fuente: | | |                                           |                                           |                                           |                                           |                                           |

### Lista de presidentes
Desde 1900, éstos han sido sus presidentes:
| N.º | Nombre                                              | Mandato   |
| --- | --------------------------------------------------- | --------- |
| 1º  | Rogelio de Inchaurrandieta y Páez                   | 1900-1902 |
| 2º  | Antonio Arévalo López de Herencia                   | 1902-1907 |
| 3º  | Eduardo López Navarro                               | 1907-1909 |
| 4º  | Luis Acosta García                                  | 1909-1910 |
| 5º  | Vito Ernesto Hoffmeyer Zubeldia                     | 1910-1911 |
| 6º  | Enrique Gadea y Vilardebó                           | 1911-1913 |
| 7º  | Mariano Carderera y Ponzán                          | 1913      |
| 8º  | Juan Alonso Millán                                  | 1913-1915 |
| 9º  | Alfredo Álvarez-Cascos González                     | 1915-1916 |
| 10º | José Villanova Campos                               | 1916      |
| 11º | Vicente Ruiz y Martínez                             | 1916-1918 |
| 12º | Luis Martí y Correa                                 | 1918      |
| 13º | Antonio Cruzado y Martínez                          | 1918-1919 |
| 14º | Nicolás de Orbe y Asencio                           | 1919-1922 |
| 15º | Guillermo Brockman Abárzuza                         | 1922-1923 |
| 16º | Alfredo Mendizábal y Martín                         | 1924-1925 |
| 17º | Antonio Fernández de Navarrete y Hurtado de Mendoza | 1925-1926 |
| 18º | Valeriano Perier y Megía                            | 1926-1929 |
| 19º | José Gaytán de Ayala                                | 1929      |
| 20º | José Bores y Romero                                 | 1929      |
| 21º | Ricardo Boguerín de la Fuente                       | 1929-1931 |
| 22º | José Nicoláu Sabater                                | 1931      |
| 23º | Manuel de la Torre Eguía                            | 1931-1932 |
| 24º | Ángel Gómez Díaz                                    | 1932-1935 |
| 25º | Juan Pérez San Millán y Miguel Polo                 | 1935-1936 |
| 26º | José Rodríguez de Rivera                            | 1939-1940 |
| 27º | Luis Moya Idígoras                                  | 1940-1941 |
| 28º | Diego Mayoral Estrimiana                            | 1941      |
| 29º | Carlos Escolar y Aragón                             | 1941-1942 |
| 30º | José María Royo Villanova                           | 1942-1943 |
| 31º | Francisco Durán Walkingham                          | 1943-1944 |
| 32º | Vicente Valcárcel de Mesa                           | 1944      |
| 33º | Pedro Matos Massieu                                 | 1945      |
| 34º | Francisco Godínez García                            | 1945      |
| 35º | Ignacio Merello Llasera                             | 1945-1946 |
| 36º | José Delgado Brackenbury                            | 1946      |
| 37º | Luis Camiña Beraza                                  | 1946-1947 |
| 38º | José María Jáuregui Anglada                         | 1947      |
| 39º | Juan Barceló Marcó                                  | 1947      |
| 40º | Domingo Mendizábal Fernández                        | 1948      |
| 41º | Fausto Elío Torres                                  | 1948      |
| 42º | Manuel Lorenzo Pardo                                | 1948-1951 |
| 43º | Manuel María Arrillaga y López-Puigcerver           | 1951      |
| 44º | Juan Campos Estrems                                 | 1951-1953 |
| 45º | Antonio Ballesteros Fernández                       | 1954      |
| 46º | José María Torroja Miret                            | 1954      |
| 47º | Fernando Casariego Terrero                          | 1954-1955 |
| 48º | Francisco Ruiz y López                              | 1955-1956 |
| 49º | Federico Turell Boladeres                           | 1956      |
| 50º | Wifredo Delclós Lardón                              | 1956-1957 |

| N.º | Nombre                                         | Mandato    |
| --- | ---------------------------------------------- | ---------- |
| 51º | Enrique Molezún Núñez                          | 1957       |
| 52º | Juan María Sans Bosch                          | 1957-1958  |
| 53º | Juan Bustamante Martínez                       | 1958       |
| 54º | José Rodríguez Carracido y Coumes-Gay          | 1958-1959  |
| 55º | José Valenti de Dorda                          | 1959-1961  |
| 56º | Rafael Montiel Balanzat                        | 1961-1962  |
| 57º | Pedro Benito Borrachina                        | 1962-1964  |
| 58º | Pedro José Lucia Ordóñez                       | 1964-1966  |
| 59º | Leonardo García Ovies                          | 1966       |
| 60º | Evaristo de la Riva González                   | 1966       |
| 61º | Rafael Silvela Tordesillas                     | 1966       |
| 62º | Gabriel Roca Garcías                           | 1966       |
| 63º | Augusto Krahe Herrero                          | 1966-1967  |
| 64º | José Méndez y Rodríguez Acosta                 | 1967-1968  |
| 65º | Florentino Briones Blanco                      | 1968       |
| 66º | Rafael de la Villa y Calzadilla                | 1968       |
| 67º | Francisco Ayuso Ayuso                          | 1968-1969  |
| 68º | Juan B. Varela Fernández                       | 1969-1970  |
| 69º | José Enrique Paz Maroto                        | 1970       |
| 70º | Tomás Fernández Casado                         | 1970       |
| 71º | Enrique Martínez Tourné                        | 1970-1971  |
| 72º | Felipe Garre Comas                             | 1971-1972  |
| 73º | Eugenio Trueba Aguirre                         | 1972       |
| 74º | Casimiro Juanes Díaz-Santos                    | 1972       |
| 75º | Alfonso García Frías                           | 1972-1973  |
| 76º | Rafael Juanes Díaz-Santos                      | 1973       |
| 77º | Domingo Díaz-Ambrona y Moreno                  | 1973-1975  |
| 78º | Luis Krahe Herrero                             | 1975-1976  |
| 79º | Manuel Moya Blanco                             | 1976-1977  |
| 82º | Emilio Miranda Lafuente                        | 1977       |
| 81º | Casto Nogales Olano                            | 1977-1978  |
| 82º | Rafael Ureña Civera                            | 1978       |
| 83º | Carlos Benito Hernández                        | 1978-1984  |
| 84º | Jaime Badillo Díez                             | 1984-1985  |
| 85º | Rodrigo Baeza Seco                             | 1985       |
| 86º | Félix Costales Suárez-Llanos                   | 1985-1992  |
| -   | Antonio Vallejo Acevedo (interino)             | 1992-1995  |
| -   | Luis de Cossío Blanco (interino)               | 1995-1996  |
| 87º | Luis de Cossío Blanco                          | 1996-1999  |
| 88º | Fernando José Cascales Moreno                  | 1999-2000  |
| -   | José de la Torre Sanz (interino)               | 2000-2001  |
| 89º | José María Vizcayno Muñoz                      | 2001-2004  |
| -   | José de la Torre Sanz (interino)               | 2004       |
| 90º | Manuel L. Martín Antón                         | 2004-2017  |
| -   | Jesús M.ª Solaguren-Beascoa Márquez (interino) | 2017-2018  |
| 91º | Jesús M.ª Solaguren-Beascoa Márquez            | 2018-2021  |
| 92º | José Miguel Majadas García                     | 2022-pres. |